# Kom (Irán)
Kom, más nevein: Kum, Qom vagy Gom, (perzsául: قم )  város Irán területén, Teherántól közúton kb. 125 km-re délnyugatra, az azonos nevű Kom tartomány székhelye. Lakosainak száma több mint egymillió fő.
Kom szent város, a síita muszlimok zarándokhelye, egyben síita vallási tanítók és vezetők képzési központja.

## Gazdaság
Egyetemi város számos híres egyetemmel, az iráni űrügynökség egyik központja, kőolajipari központ, valamint a szőnyeggyártásáról is híres. Kerámia-, üveg- és textiltermékek készülnek itt, és a környék mezőgazdasági áruinak (gabonafélék, gyapot, gyümölcs, dió, mák) feldolgozóközpontja. A város közelében találhatók földgáz- és kőolajmezők.

## Közlekedés

### Vasúti
A tervek szerint a várost a jövőben két nagysebességű vasútvonal is érinteni fogja: az Arák–Kom nagysebességű vasútvonal és a Teherán–Kom–Iszfahán nagysebességű vasútvonal.

## Történelem

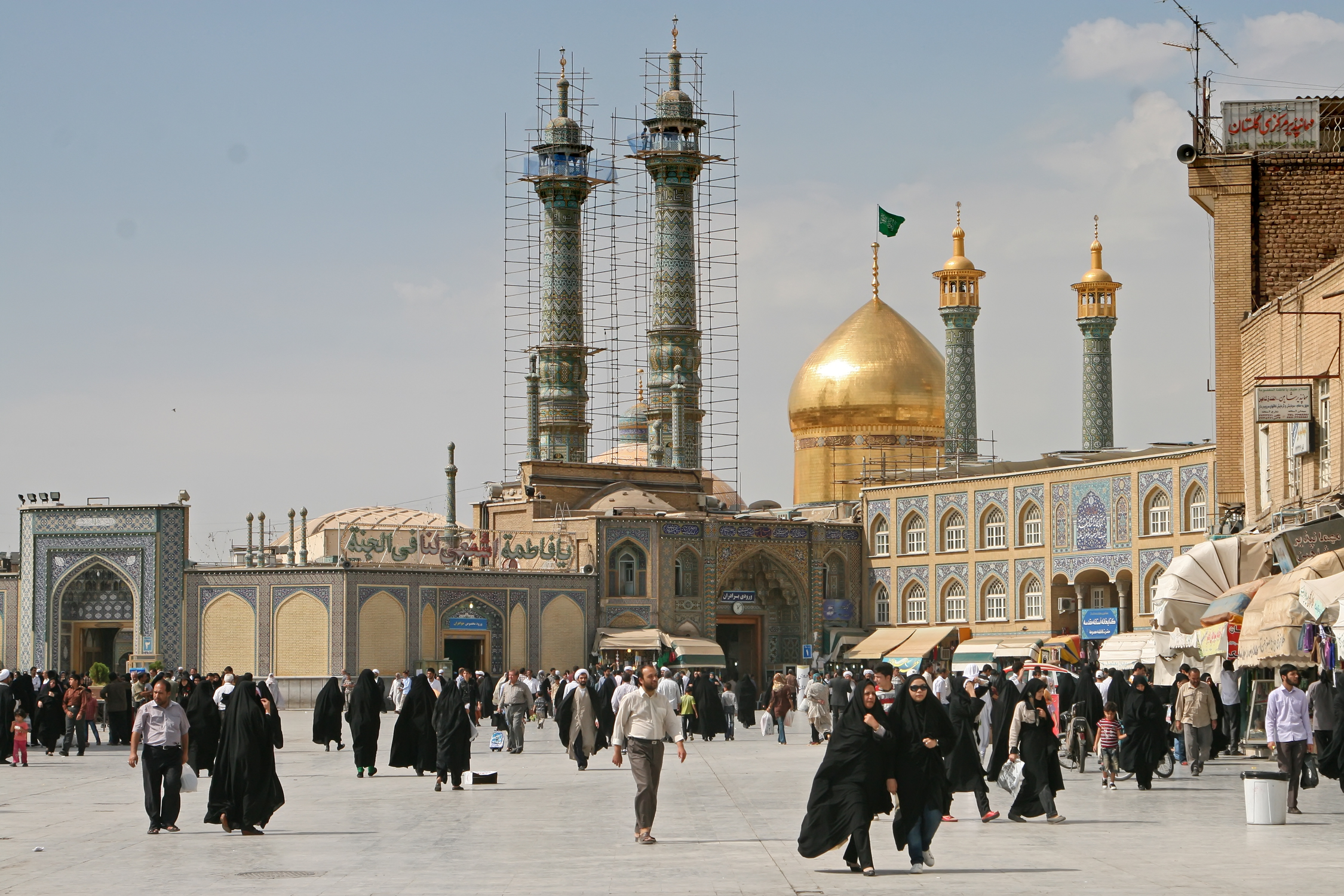
Imamzadeh Hamzeh mecsetegyüttes

Az ásatások azt jelzik, hogy a terület már az ókorban is lakott volt. A mai nagyváros elődjének a Kr. u. 8. században alapított település tekinthető. Kom már korán szent helye lett az iszlám hívőinek. A 11. századtól kezdve a mecsetjei és mauzóleumai is gomba módra elszaporodtak. A mongolok a várost feldúlták ugyan, de Iszmail sah már a 13. században újjáépítette. Egy egyszerűbb sírtemplom helyén pedig Abbasz sah a 16–17. század fordulóján pompás emlékmecsetet emeltetett: ez az Imamzadeh Hamzeh-sírtemplom. (Az Imamzadeh szentként tisztelt imámutódot jelent.) Ebben a templomban őrzik Reza imám nővére, a szentként tisztelt, itt elhunyt Fatima al Mazuhem földi maradványait.

## Fordítás
Ez a szócikk részben vagy egészben  a   Qom című angol Wikipédia-szócikk fordításán alapul.  Az eredeti cikk szerkesztőit annak laptörténete sorolja fel. Ez a jelzés csupán a megfogalmazás eredetét és a szerzői jogokat jelzi, nem szolgál a cikkben szereplő információk forrásmegjelöléseként.